# Urină

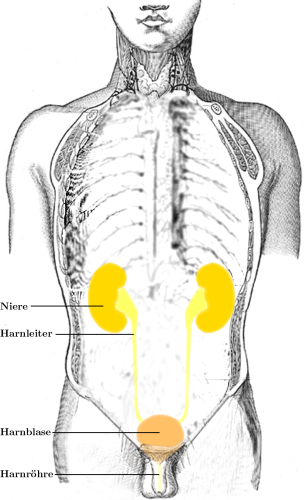
Căile urinare la om

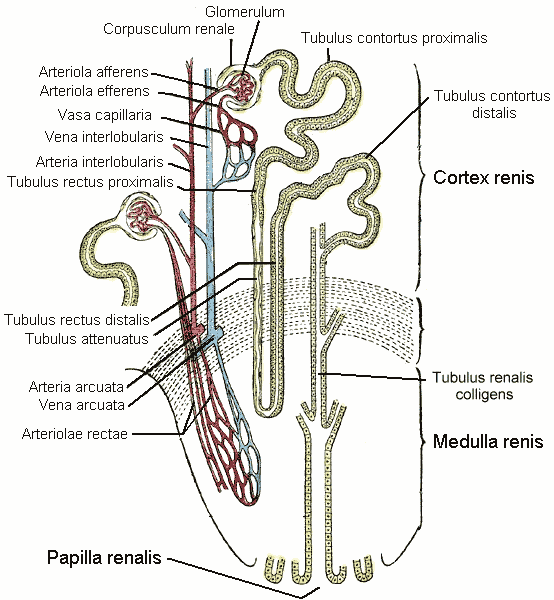
Schema nefronului

Urina (latină urina) este un lichid format dintr-un amestec de substanțe eliminate din organismul vertebratelor. El se formează în rinichi care joacă o funcție de filtrare a sângelui, aici urina primară va fi refiltrată și ajunge pe căile urinare „uretere” în vezica urinară care la om are o capacitate de ca.  500 ml de unde urina este eliminată în exterior (micțiune) prin uretră și organele sexuale externe.
Formarea și eliminarea urinei joacă un rol important în regularea volemiei sanguine, a echilibrului de electroliți și eliminarea substanțelor de dezasimilare din metabolismul proteinelor care sunt toxice. Urina la om are o culoare galbenă, culoarea și conținutul urinei fiind un indicator valoros la depistarea al unor boli prin examene de laborator.

## Formarea urinei
La om și la animalele vertebrate în general urina este un ultrafiltrat al plasmei sanguine care are loc la nivel renal. Sângele traversează corpusculii renali (Corpuscula renalia). Substanțele hidrosolubile cu o mărime moleculară sub 4,4 nanometri, printre care sunt ionii și microproteinele, vor traversa filtrul de la nivelul corpusculior renali, ajunși tubulii renali (tubulus) ai nefronului acest filtrat fiind numit „urină primară” ea conține unele substanțe importante pentru organism ca glucoză, aminoacizi și electroliți (substanțe minerale). Un om adult produce pe zi între 180 - 200 litri de urină primară. Această cantitate de urină primară va fi refiltrată la nivelul tubulilor renali proximali și distali (Tubuli, Henle) care formează bucle, aici vor fi recuperate substanțele necesare organismului și apa într-un procent de 99 %. Cantitatea de urină secundară rezultată va fi de cca. 1 - 1,5 litri. (60 ml/oră). Ajunsă în bazinul renal urina va fi traversa ureterele ajungând prin cele două uretere în vezica urinară unde va fi stocată. Din vezica urinară va fi eliminată în exterior prin uretră care se termină în organele sexuale externe.
Procesul de secreție urinară este numită diureză, care are loc prin dializă renală. Diureza este influențată de volemie (volumul sanguin) de presiunea sângelui ca și de acțiunea unor hormoni sau a unor substanțe diuretice ca și cofeina sau etanolul care intensifică diureza.
Un adult sănătos urinează în jur de 1,5-2 l/zi. Unele boli afectează semnificativ acest volum. De exemplu, o persoană care suferă de diabet insipid poate ajunge să elimine un volum urinar de 3-15 l/zi. La polul opus se află incapacitatea de a se forma sau excreta urină de către rinichi care se numește anurie.
Emisia repetată de urină în cantități reduse, adică o creștere a frecvenței micțiunilor incomplete, este o afecțiune ce poartă denumirea de polachisurie

## Utilizări
În Roma antică, urina era folosită în procesul de spălare a hainelor precum și ca înălbitor pentru dinți.